# Густаво Кінтерос
Густаво Кінтерос (ісп. Gustavo Quinteros; 15 лютого 1965, Кафферата) — агентинський та болівійський футболіст, що грав на позиції захисника. По завершенні ігрової кар'єри — футбольний тренер. З 2025 року очолює тренерський штаб бразильського клубу «Греміо».
Виступав, зокрема, за клуби «Сан-Лоренсо» та «Архентінос Хуніорс», а також національну збірну Болівії.

## Клубна кар'єра
Народився 15 лютого 1965 року в аргентинському містечку Кафферата, що у провінції Санта-Фе. Вихованець футбольної школи клубу «Ньюеллс Олд Бойз».
У дорослому футболі дебютував 1987 року виступами за команду клубу «Тальєрес» (Ремедіос), в якій провів один сезон, взявши участь у 17 матчах чемпіонату.
Згодом з 1988 по 1994 рік грав у Болівії за команди клубів «Універсітаріо» (Сукре), «Депортіво Сан-Хосе» та «Зе Стронгест».
Своєю грою за останню команду привернув увагу представників тренерського штабу клубу «Сан-Лоренсо», до складу якого приєднався 1994 року. Відіграв за команду з Буенос-Айреса наступні три сезони своєї ігрової кар'єри.
1997 року перейшов до клубу «Архентінос Хуніорс», за який відіграв 1 сезон. Більшість часу, проведеного у складі «Архентінос Хуніорс», був основним гравцем захисту команди. Завершив професійну кар'єру футболіста виступами за команду «Архентінос Хуніорс» у 1998 році.

## Виступи за збірну
Граючи у Болівії і отримавши громадянство цієї країни, 1993 року дебютував в офіційних матчах у складі національної збірної Болівії. Протягом кар'єри у національній команді, яка тривала 7 років, провів у формі головної команди країни 26 матчів, забивши 1 гол.
У складі збірної був учасником Кубка Америки 1993 року в Еквадорі, чемпіонату світу 1994 року у США, Кубка Америки 1995 року в Уругваї.

## Кар'єра тренера
Розпочав тренерську кар'єру, повернувшись до футболу після невеликої перерви, 2003 року, очоливши тренерський штаб клубу «Сан-Лоренсо».
В подальшому очолював команди болівійських клубів «Блумінг», «Сан Мартін», «Болівар» і «Орієнте Петролеро», а також еквадорського «Емелека».
З 2010 по 2012 очолював збірну Болівії, зокрема на Кубку Америки 2011 року в Аргентині.
З 2015 року очолює тренерський штаб національної збірної Еквадору, яка під його керівництвом виступала, зокрема, на Кубку Америки 2015 року в Чилі та Кубку Америки 2016 року в США.
2017 року залишив національну команду і прийняв запрошення очолити тренерський штаб саудівського «Аль-Насра» (Ер-Ріяд). Згодом у 2018 році тренував еміратський «Аль-Васл», після чого повернувся до Латинської Америки, де працював з чилійським «Універсідад Католіка» і мексиканською «Тіхуаною».
У жовтні 2020 року був призначений головним тренером чилійського «Коло-Коло».
З грудня 2023 року очолює тренерський штаб аргентинського клубу «Велес Сарсфілд».
28 грудня 2024 року підписав однорічну угоду з бразильським клубом «Греміо».

## Титули і досягнення

### Гравець
Чемпіон Болівії (2):
«Зе Стронгест»: 1989, 1993
Чемпіон Аргентини (1):
«Сан-Лоренсо»: 1995 (Клаусура)

### Тренер
- Володар Кубка Чилі (1):

«Коло-Коло»: 2021
- Володар Суперкубка Чилі (2):

«Універсідад Католіка»: 2019
«Коло-Коло»: 2022
- Чемпіон Чилі (1):

«Коло-Коло»: 2022